# Sérgio M. Lima
Sérgio Marques de Lima, também conhecido como Sérgio Lima ou Sérgio M. Lima (1925-1988) foi uma ilustrador e quadrinista brasileiro.

## Biografia
Na década de 1960, trabalhou na Editora Prelúdio, ilustrando folhetos de cordel e revistas em quadrinhos como Juvêncio, o justiceiro do sertão, baseado em um programa da Radio Piratininga, adaptações dos cordéis O Romance do Pavão Misterioso de José Camelo de Melo Rezende e A Chegada de Lampião no inferno de José Pacheco,, além da biografia do apresentador Sílvio Santos, roteirizada por R. F. Lucchetti, para a GEP de Miguel Penteado, fez capas pra revista Diários de Guerra e ilustrou as séries de terror O Lobisomem e A Múmia, roteirizada por Gedeone Malagola, essa última, protagonizada pelos personagens Kharis e Ananka da série de filmes de mesmo nome da Universal Pictures. O quadrinho Silvio Santos - Vida Luta e Glória foi feito para auxiliar a Editora Prelúdio da crise financeira após Mojica transferir os direitos das revistas do Zé do Caixão para outra editora. Esta é a única biografia autorizada por Silvio Santos, e a tiragem de 200 mil exemplares foi esgotada rapidamente.
Na década de 1970, se tornou desenhista quadrinhos Disney publicados pela Editora Abril, ilustrando personagens como Maga Patalójika, Madame Min e Zé Carioca, entre outros. Para a Bloch Editores, ilustrou a revista Os Trapalhões pelo estúdio de Ely Barbosa.

## Prêmios
- Prêmio Angelo Agostini  - Metre do quadrinho nacional (1987)